# Estádio Espanha
O Estádio Espanha localiza-se na cidade de Santos, na divisa com o município de São Vicente, no estado de São Paulo. Pertence ao Jabaquara AC. O estádio tem lotação máxima de 8.031 pessoas.
Chamado carinhosamente de Caneleira, tal apelido hoje é oficializado como o atual bairro. Sua denominação oficial é Estádio Espanha, em uma homenagem aos imigrantes espanhóis da Baixada Santista.

## História

### Inauguração
Na sua primeira inauguração em 7 de setembro de 1971, houve um festival de jogos:
- 1º Jogo - Veteranos - Itararé 1x0 Jabaquara
- 2º Jogo - Principal - Barreiros 3x2 Horto Municipal
- 3º Jogo - Infantil - Jabaquara 2x1 Pasteur
- 4º Jogo - Amador - Pasteur 1x0 Jabaquara
- 5º Jogo - Principal - Jabaquara 0x0 Fefis

### Localização
O estádio fica situado próximo ao centro de Santos (aproximadamente 2,5 km), e está localizado na avenida Francisco Ferreira Canto, 351 na Caneleira.

### Santos FC
No dia 5 de dezembro de 1991, a equipe principal do Santos FC jogava pela primeira e única vez no Estádio Espanha. Essa apresentação inédita se deu por ocasião da inauguração dos refletores do estádio e foi vencida pelo Peixe pelo placar de 2 a 0, com gols de Serginho Fraldinha e Sérgio Manoel.